# 尹守衡
尹守衡（16世紀—17世紀），字用平，號沖玄，廣東廣州府東莞縣芹菜塘人，明朝政治人物。

## 生平
尹守衡為人清操廉潔，十六歲成為生員，上級到縣巡視，眾人都跪迎，只有他行長揖禮，知縣責罵他，他回答：「這是祖制，君子怎會因向人獻媚而行非份之禮呢？」對方感到驚異。萬曆十年（1582年）中舉人，十一年（1583年）會試中副榜，授清流教諭，寫下的文章詞賦名噪一時，二十二年（1594年）分考湖廣鄉試取錄多位名士，又以秦漢書籍教育士子，改變清流的文風俗；之後他陞任新昌知縣，因為不擅逢迎降官趙王府審理，很快辭官回鄉，選取洪武以來的政治、人物，寫下一百五十卷的《皇明史竊》，知縣馬維陛看過後大為獎賞，旌表其廬為「清朝逸史」，晚年自號懶翁，寫下《懶菴賦》自比，天啟末年朝廷增餉，他寫信向知縣力陳不可，指出此事不會讓縣官獲得好處，只會讓奸吏猾民中飽私囊，知縣最終另查四千金抵餉，八十三歲去世。

## 引用
1. 1 2  民國《東莞縣志·卷五十九·人物略六》：尹守衡，字用平，號沖玄，芹菜塘人 張志，年十六補諸生，督府行縣眾皆跪迎，守衡獨長揖，令譙讓之，守衡曰：「此祖制也，君子豈媚人於非禮之恭哉？」令異之，萬厯十年于於鄉 郝通志，時太倉王錫爵明春秋之學，傳溫陵翁仲益，守衡少治《春秋》，執贄仲益之門，十一年錫爵主南宮試事，仲益謂為必售然竟不第，中乙榜，授署清流教諭 史竊敘傳，分校楚闈，擢知新昌縣，以不善逢迎左遷趙府審理，正欣然謝歸，杜門著書，採洪武以來政治人物 郝通志 為八紀、六志、十世家、八十三列傳 汪運光《史竊》序，勒成一百五卷，名曰《史竊》 郝通志。時聞者以為僭，博羅張萱貽書守衡曰：「子筆大如椽、直如矢，必勉成之毋退避。」守衡頷其言，邑令馬維陛見其書大為獎，借旌其廬曰「清朝逸史」 《史竊》敘傳，論者謂其紀傳論斷直而不犯、隱而不漏、略而不誣、頌而不諛，其事核其詞、潔其義、嚴其傳，信深得史漢遺意 李思沆《史竊》序，陳建之後一人而已 郝通志。晚號懶翁，作《懶菴賦》以自況，所居巨竹成叢於竹杪為亭翼，以扶闌名曰「盪雲航」 張璐撰傳，客欲觀所著《史竊》者梯而上之，然性疾奔競，邑士有為其父營祀名宦者，移書詆斥，謂「周公以此尊文王，使禹以此尊鯀可乎？」時論韙之 周志。天啟末增餉，勢右爭承自菓酒下至草薦一切盡擢，守衡移書邑宰力陳不可，言此不足益縣官，不過飽奸吏猾民腹耳，令為別查四千金抵餉，民得安業 張璐撰傳，年八十三卒。
2. ↑  道光《清流縣志·卷四·職官志》：尹守衡，東莞人，由舉人（任教諭），性恬操㓗，文章詞賦竝噪一時，萬厯甲午聘應湖廣房考，所收皆名士，生平非秦漢以上書不讀，常以此課士，文風士俗為之一變。